# Campeonato Samarinês de Futebol de 2007-08
O Campeonato Samarinês de Futebol de 2007-08 foi a 33ª edição do Campeonato Nacional de Futebol de San Marino, que teve início em 21 de setembro de 2007. São quinze equipes participantes em só uma divisão em dois grupos e, ao termino do estágio regular, as melhores três equipes dos dois grupos passarão aos play-offs. A vitória no campeonato garante um accesso ao turno preliminar da Liga dos Campeões da UEFA.

## Grupo A
|  |    | Classifica 2007-08 | Pt | G  | V  | N | P  | GF | GS | DR  |
|  | -- | ------------------ | -- | -- | -- | - | -- | -- | -- | --- |
|  | 1. | Tre Penne          | 44 | 21 | 13 | 5 | 3  | 51 | 22 | +29 |
|  | 2. | Juvenes/Dogana     | 36 | 21 | 10 | 6 | 5  | 31 | 18 | +13 |
|  | 3. | Cailungo           | 36 | 21 | 10 | 6 | 5  | 37 | 24 | +13 |
|  | 4. | Tre Fiori          | 36 | 21 | 10 | 6 | 5  | 35 | 26 | +9  |
|  | 5. | Pennarossa         | 25 | 21 | 7  | 4 | 10 | 33 | 42 | -9  |
|  | 6. | Folgore/Falciano   | 22 | 21 | 6  | 4 | 11 | 21 | 37 | -16 |
|  | 7. | Domagnano          | 17 | 21 | 4  | 5 | 12 | 36 | 54 | -18 |
|  | 8. | Fiorentino         | 4  | 21 | 1  | 1 | 19 | 17 | 60 | -43 |

## Grupo B
|  |    | Classifica 2007-08 | Pt | G  | V  | N | P  | GF | GS | DR  |
|  | -- | ------------------ | -- | -- | -- | - | -- | -- | -- | --- |
|  | 1. | Murata             | 43 | 20 | 12 | 7 | 1  | 46 | 15 | +31 |
|  | 2. | La Fiorita         | 42 | 20 | 12 | 6 | 2  | 39 | 24 | +15 |
|  | 3. | Faetano            | 37 | 20 | 11 | 4 | 5  | 45 | 18 | +27 |
|  | 4. | Virtus             | 34 | 20 | 9  | 7 | 4  | 34 | 23 | +11 |
|  | 5. | Cosmos             | 23 | 20 | 6  | 5 | 9  | 21 | 33 | -12 |
|  | 6. | Libertas           | 21 | 20 | 5  | 6 | 9  | 27 | 36 | -9  |
|  | 7. | San Giovanni       | 5  | 20 | 1  | 2 | 17 | 15 | 56 | -41 |

## Play-off
Nos play-off se classificão os primeiros tres times de cada grupo.

### Primeiro Turno
Se enfrentão o segundo e o terceiro classificados dos dois grupos
Tre Fiori-Faetano 1-0 
La Fiorita-Juvenes/Dogana 0-0 rig.: 3-4 

### Segundo Turno
Se enfretam os vencedores do primeiro turno com os vencedores dos dois grupos.
Tre Penne-Juvenes/Dogana 1-5
Murata-Tre Fiori 2-2 rig.: 4-1

### Terceiro Turno
Se enfrentão os times que tenha perdido ao menos uma partida no play-off; o perdedor vem a ser eliminado
Tre Penne-Faetano 1-2 
Tre Fiori-La Fiorita 1-0  

### Quarto Turno
Se enfretão os times que tenham  o segundo turno; o vencedor vai a final o perdedor vai a semifinal. 
Juvenes/Dogana-Murata 0-2 
Se enfretão que venceram o terceiro turno, o vencedor vai a semifinal.
Faetano-Tre Fiori 2-1

### SemiFinal
Juvenes/Dogana-Faetano 1-0 dts

### Final
O vencedor se classifica para o primeiro turno de classificação da Liga dos Campeões da UEFA de 2008-09, mesmo o segunndo classificado se classificará para o segundo turno de classificação da Copa da UEFA de 2008-09.
Murata-Juvenes/Dogana 1-0

## Vencedor
| Campeonato Samarinês de 2007-08 |
| ------------------------------- |
|                                 |
| Murata (3° título)              |